# Maglia Tolstoj
La maglia Tolstoj è una delle 15 maglie definite dal reticolato cartografico adottato dall'Unione Astronomica Internazionale per Mercurio. Comprende la porzione della superficie di Mercurio posta in latitudine tra i 22° N e i 22° S e in longitudine tra i 144° W e i 216° W ed è identificata con il codice H-8.
Il cratere Tolstoj è la struttura geologica presente al suo interno scelta come eponimo per la maglia stessa. Questa denominazione è stata adottata nel 1976, dopo che la missione Mariner 10 rese disponibili le prime immagini della superficie di Mercurio. Prima di allora si chiamava maglia Phaethontias dal nome dell'omonima albedo che era stata storicamente individuata in questa porzione della superficie. Prima della standardizzazione del nome, nelle prime mappe prodotte con le immagini della Mariner 10, venne anche chiamata mappa Tir dal nome di Tir Planitia.
Durante i tre sorvoli ravvicinati di Mercurio si ottenne una cartografia parziale della sua superficie. Dopo la missione MESSENGER si poté completare la mappa e migliorare il dettaglio della parte già nota.

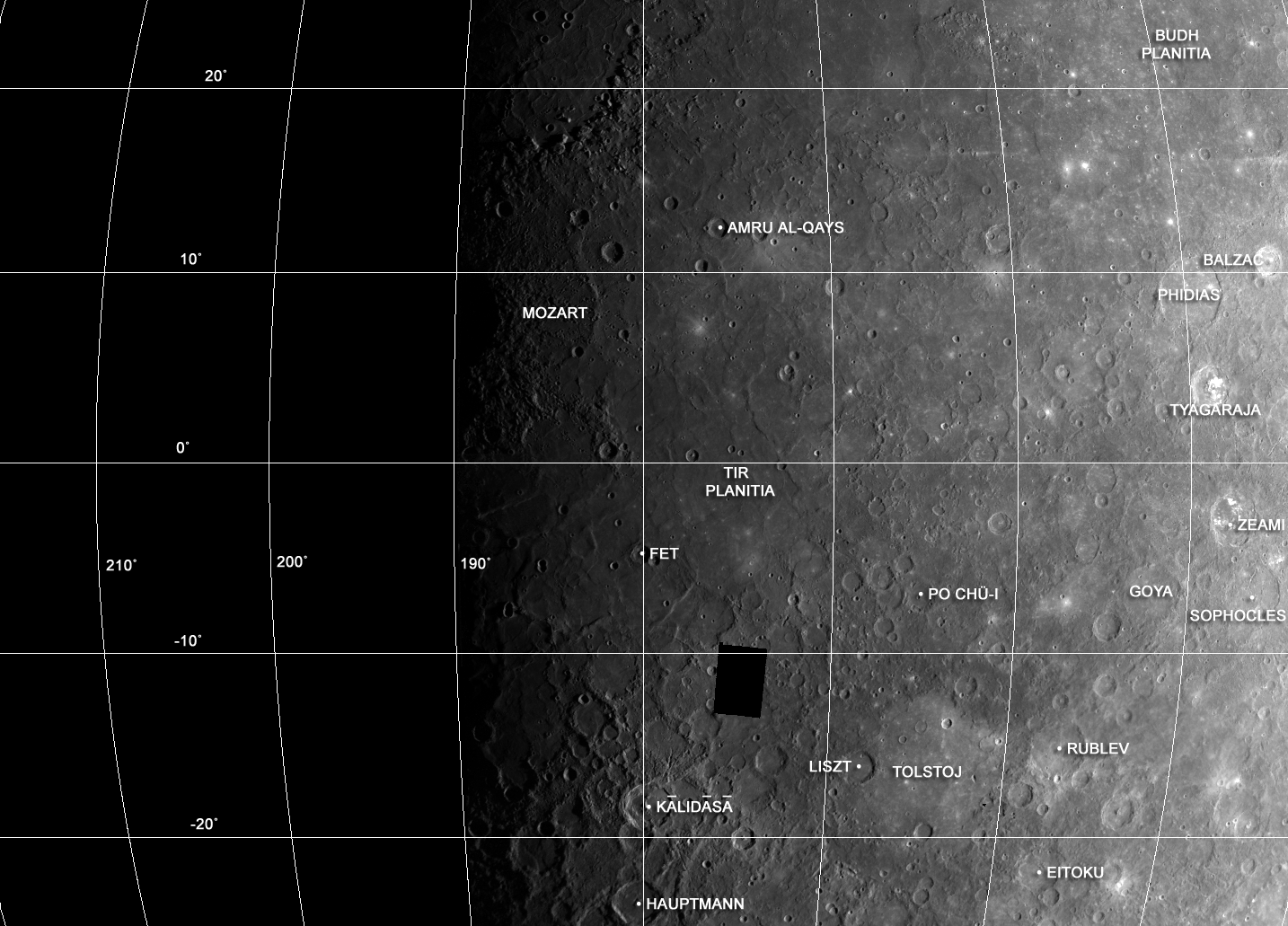
La maglia Tolstoj, in un collage di immagini riprese dalle fotocamere del Mariner 10.